# Mamoru Hatakeyama
Mamoru Hatakeyama est un joueur de shōgi professionnel japonais né le 3 juin 1969 dans la préfecture de Kanagawa.

## Biographie et carrière
Mamoru Hatakeyama est né en juin 1969. Il a un frère jumeau, Naruyuki Hatakeyama. Avec son frère, il est devenu professionnel le 1er octobre 1989 après leur première place partagée (12 victoires à 5) dans le tournoi des 3e dan (avril-septembre 1989).
Il a été classé 7e dan à partir d'avril 2006, 8e dan professionnel en septembre 2019. Il a fait partie de la classe B1 (deuxième division) des tournois de classement à treize reprises.
Il fut  demi-finaliste du tournoi des candidats Ryuo-1 en 2005-06 et vainqueur du 1er tournoi par équipe maître-élève ABEMA en 2022.